# Afromelanichneumon
Afromelanichneumon is een geslacht van insecten uit de orde vliesvleugeligen (Hymenoptera) en de familie Ichneumonidae.

## Soorten
- A. afer (Kriechbaumer, 1884)
- A. capensis Heinrich, 1967
- A. capicola Heinrich, 1967
- A. castanopygus (Morley, 1919)
- A. citripes Heinrich, 1967
- A. concinnator (Morley, 1919)
- A. conspersus (Holmgren, 1868)
- A. gaullei Heinrich, 1938
- A. glaucopterus (Morley, 1919)
- A. holomelanus (Seyrig, 1937)
- A. insignis Pisica, 1988
- A. jacoti Heinrich, 1967
- A. merumontis Heinrich, 1967
- A. nigripalpis (Cameron, 1906)
- A. ruficaudis (Cameron, 1906)
- A. rufiventris (Szepligeti, 1908)
- A. russulus (Tosquinet, 1896)
- A. silvaemontis Heinrich, 1967
- A. surdus (Tosquinet, 1896)
- A. transvaalensis (Cameron, 1911)